# Ďurďoš
Ďurďoš (in ungherese Györgyös) è un comune della Slovacchia facente parte del distretto di Vranov nad Topľou, nella regione di Prešov.